# Pietroso (isola)
Pietroso, Petroso, scoglio Solinski o Misgnak (in croato Lušnjak-Kamenjak) è uno scoglio disabitato della Croazia situato a est dell'isola di Melada.
Amministrativamente appartiene alla città di Zara, nella regione zaratina.

## Geografia
Pietroso si trova a 340 m dalla costa orientale dell'isola di Melada, a ovest della punta Solinski rt. Nel punto più ravvicinato, punta Darchio (Artić) nel comune di Brevilacqua, dista dalla terraferma 22,1 km.
Pietroso è uno scoglio basso e di forma ovale, orientato in direzione nord-sud, che misura 145 m di lunghezza e 80 m di larghezza massima. Ha una superficie di 8156 m² e uno sviluppo costiero di 0,363 km. Al centro, raggiunge un'elevazione massima di 4 m s.l.m..

### Isole adiacenti
- Risgnacco (Rižnjak), scoglio tondeggiante situato 1,245 m a nord di Pietroso.
- Scoglio Sasizza[14] o Siccizza[5] (hrid Sičica)[8], piccolo scoglio di forma ovale situato 360 m a nord di Solinski rt su Melada e 455 m a nordovest di Pietroso. Ha un'area di 631 m²[6]. (44°15′08.5″N 14°49′48.5″E)
- Kribgnak[5] (hrid Krivnjak)[8], altro piccolo e basso scoglio situato 125 m a est di Melada e 1,155 m a nordovest di Pietroso. Ha un'area di 1669 m²[6] e un'elevazione massima di 1 m s.l.m.[8]. (44°15′14″N 14°49′16.7″E)
- Uno scoglio senza nome forma l'ingresso dell'insenatura di Solinska uvala[8], 480 m a ovest di Pietroso. Di forma ovale, in alcune mappe[8] appare connesso alla punta Solinski rt a causa del basso fondale, anche se in realtà ne è separato e ha una superficie di 2662 m²[6]. (44°14′56″N 14°49′41″E)

### Cartografia
- (HR) Mappa topografica della Croazia 1:25000, su preglednik.arkod.hr.
- G. Giani, Carta prospettiva delle Comuni censuarie della Dalmazia, foglio 2, 1839. Fondo Miscellanea cartografica catastale, Archivio di Stato di Trieste.
- Carta di cabottaggio del mare Adriatico, foglio V, Milano, Istituto geografico militare, 1822-1824. URL consultato l'11 aprile 2017 (archiviato dall'url originale il 23 agosto 2021).